# 柯克·卡曾斯
柯克·丹尼尔·卡曾斯（Kirk Daniel Cousins，姓氏又被译作考辛斯；1988年8月19日—），美国伊利诺伊州巴靈頓人，职业美式橄榄球运动员，效力于美国全国橄榄球联盟（NFL）的明尼苏达维京人队，司职四分卫。卡曾斯大学时期在密歇根州立大学打大学橄榄球，2012年NFL选秀第四轮被华盛顿红皮队选中，担任同为新秀的罗伯特·格里芬三世的替补。卡曾斯在前三个赛季偶有出场比赛，2015年起取代受伤的格里芬，一直担任球队首发到2017年。在红皮队，卡曾斯创造了多项球队纪录，并入选了2017年职业碗。
在连续两年签下特权标签、无法与球队就长期合约达成一致后，卡曾斯于2018年以自由球员身份与明尼苏达维京人队签下了一份3年8400万美元的全额保障合同。他在至少传球1500次的球员中，传球成功率排名历史第五，生涯常规赛传球评分排名历史第七。
2024年，他以自由球员身份与亚特兰大猎鹰签下了4年1.8亿美元的大合同。